# Saskia Stuiveling
Saskia Jenne Stuiveling (Hilversum, 3 mei 1945 – Rotterdam, 20 april 2017) was een Nederlands politica en bestuurder. Ze was staatssecretaris in het kabinet-Van Agt II. In 1999 werd ze benoemd tot de eerste vrouwelijke president van de Algemene Rekenkamer, waarvan ze sinds 1984 lid was.

## Familie
Ze was een dochter van de letterkundige en hoogleraar Nederlandse letterkunde prof. dr. Garmt Stuiveling (1907-1985), die ook als PvdA-bestuurder actief was in diverse functies, en schrijfster Mathilde van Vierssen Trip (1907-2010).

## Loopbaan
Stuiveling studeerde rechten en bedrijfskunde aan de Erasmus Universiteit Rotterdam. Ze was in haar vroege loopbaan medewerker van burgemeester Van der Louw van Rotterdam en werd later staatssecretaris van Binnenlandse Zaken in het kabinet-Van Agt II. Ze vervulde daarna een ondersteunende rol bij de parlementaire enquête naar het RSV-concern. Op 29 oktober 1984 werd ze lid van de Algemene Rekenkamer en sinds 1 mei 1999 was ze president van dit Hoge College van Staat, tot aan haar pensioen op 31 mei 2015. Ze was de eerste vrouwelijke president van de Algemene Rekenkamer. Minister-president Mark Rutte zei in 2015 bij haar afscheid: "Ik zie hoe er op de departementen met spanning naar het oordeel van de Rekenkamer wordt uitgekeken. Welke woorden gebruikt Saskia Stuiveling dit jaar en hoe streng kijkt ze daarbij? Dat telt echt."

## Privéleven
Na de coup tegen Salvador Allende had ze een warme band met de Chileense gemeenschap in Nederland. Ze adopteerde haar twee kinderen uit Chili.
Saskia Stuiveling overleed in 2017 plotseling, twee weken voor haar 72e verjaardag.

## Onderscheidingen
In 1991 werd ze Ridder in de Orde van de Nederlandse Leeuw en kreeg ze een Ridderorde in Chili: de Orde van Bernardo O'Higgins. In 2001 werd ze Grootofficier in de Orde van Leopold II, in 2009 Commandeur in de Orde van Oranje-Nassau en in 2013 ontving zij de Hongaarse Hagelmayer Award
In 2017 werd de Saskia J. Stuivelingprijs, een prijs verbonden aan de Anne Vondelingprijs, ingesteld. Dit is een aanmoedigingsprijs bedoeld voor de 'stimulering van innovatieve, jonge of regionale journalisten die veelal buiten het blikveld van de landelijke media blijven'.

## Foto's

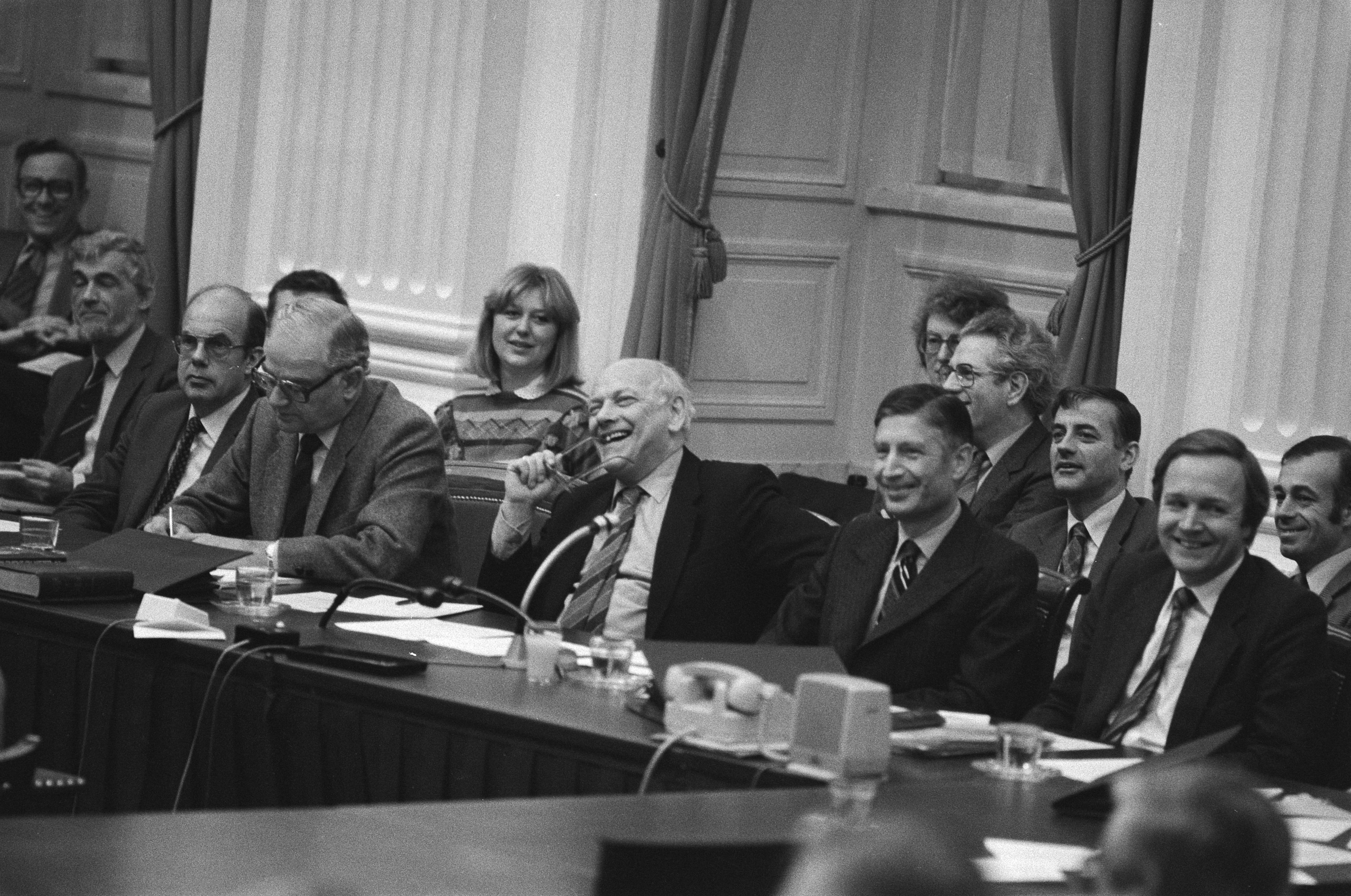
Stuiveling in kabinet Van Agt II (1981)
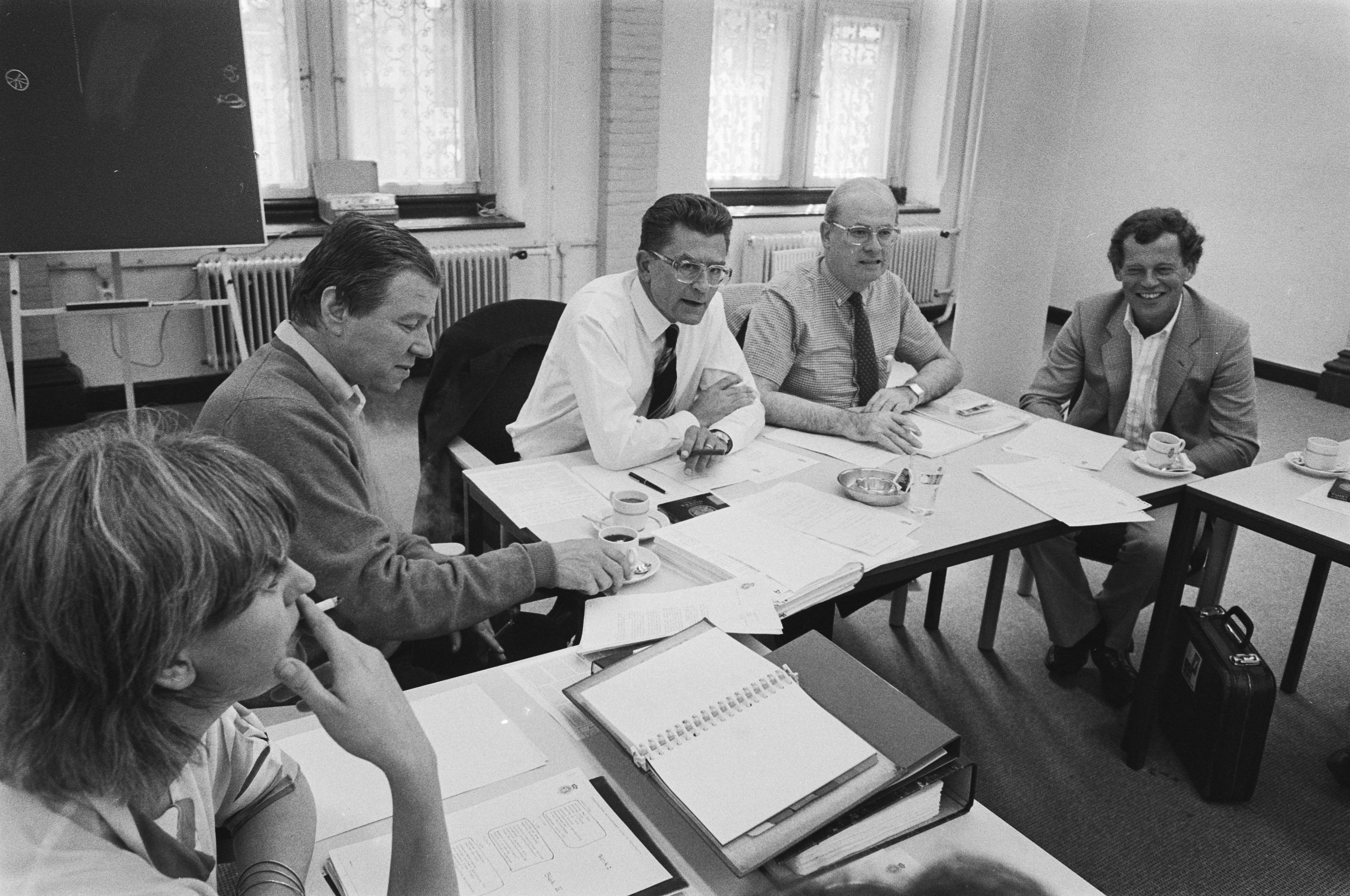
Stuiveling, RSV-enquête (1983)
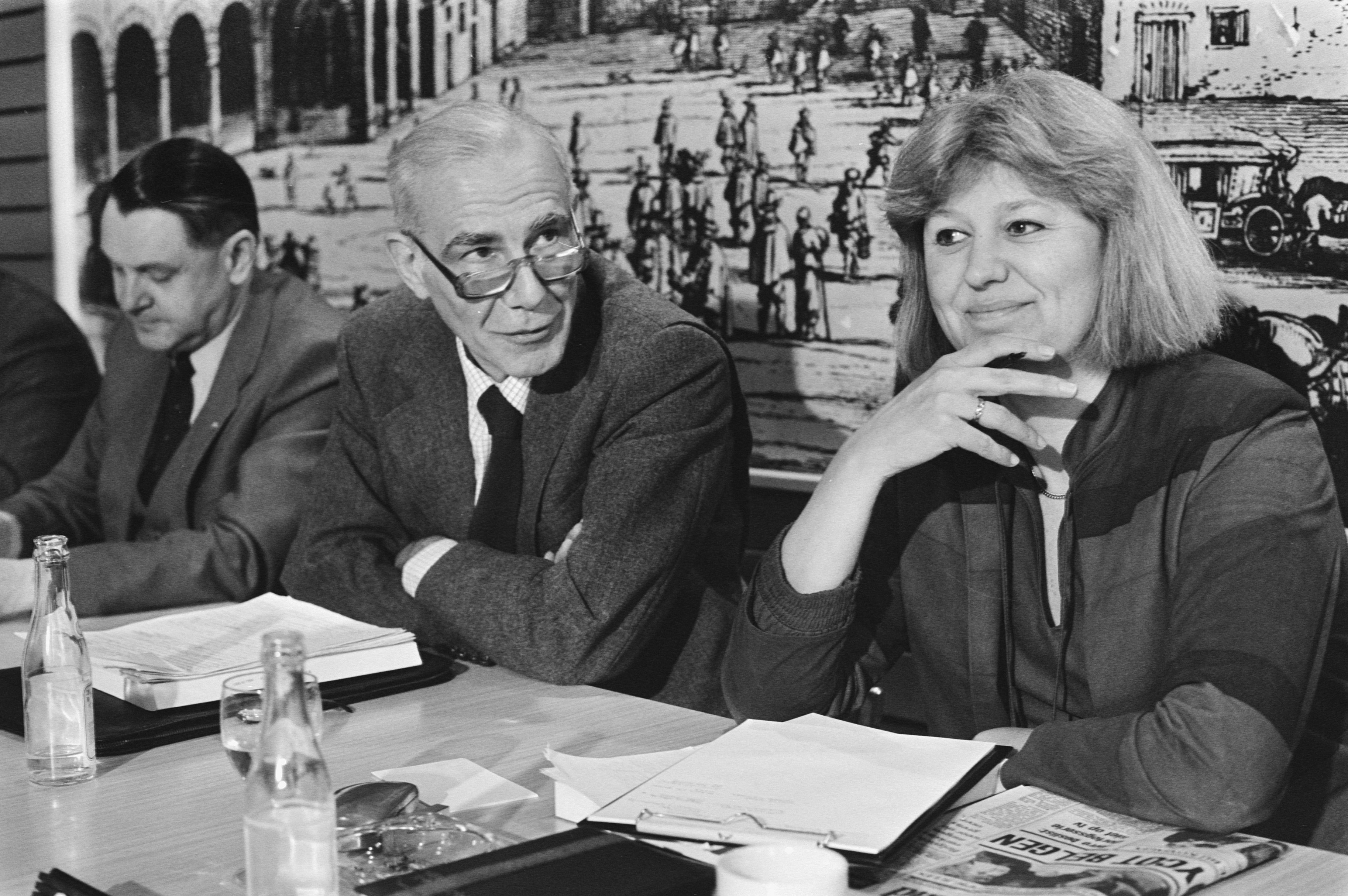
Stuiveling bij de Rekenkamer (1985)